# Монсерат Кабаље
Марија де Монтсерат Вивијана Консепсио Кабаље и Фолк (кат. Maria de Montserrat Viviana Concepción Caballé i Folch; Барселона, 12. април 1933 — Барселона, 6. октобар 2018) била је шпанска оперска певачица (сопран). Позната је по интерпретацијама Росинијевих, Белинијевих и Доницетијевих опера. Током каријере изводила је преко 90 различитих улога и снимила преко 80 албума (половина од њих су комплетна оперска дела). Сарађивала је и са рок певачем Фредијем Меркјуријем из групе Квин. Заједно су снимили песму „Барселона“, која је касније постала химна летњих олимпијских игара које су одржане 1992. године у Барселони.